# Presidio Ospedaliero Duilio Casula
Il Policlinico di Monserrato (Presidio Duilio Casula) è un presidio ospedaliero multi-specialistico che garantisce le prestazioni istituzionali dell'Azienda Ospedaliero Universitaria di Cagliari, insieme all'Ospedale Civile San Giovanni di Dio. Il Policlinico universitario di Monserrato si trova nella Cittadella Universitaria di Monserrato, afferente alla Facoltà di Medicina e Chirurgia dell'Università di Cagliari, ed è intitolato al Dott. Duilio Casula, Rettore dell'Ateneo cagliaritano dal 1979 al 1991.
Per raggiungere il Policlinico di Monserrato, la metropolitana leggera vi conduce dalla stazione di Piazza Repubblica a Cagliari (San Gottardo - Policlinico) e dalla stazione di Settimo San Pietro.

## Reparti
Al Policlinico di Monserrato sono presenti i seguenti reparti:
- Analgesia Ostetrico-Ginecologiche
- Chirurgica d'Urgenza
- Chirurgia Colon-proctologica
- Chirurgia Generale Polispecialistica
- Chirurgia Vascolare
- Endoscopia Diagnostica Operativa
- Ostetricia e Ginecologia
- Terapia Intensiva Neonatale
- Emergenze Ostetrico-Ginecologiche
- Neurologia
- Emostasi e Trombosi
- Medicina Interna
- Endocrinologia
- Reumatologia
- Gastroenterologia
- Otorinolaringoiatria
- Pronto Soccorso e OBI
- Cardiologia UTIC
- Medicina Generale e d'Urgenza
- Oncologia Medica
- Anestesia e Rianimazione